# Henk Godthelp
Henk Godthelp (* 1956) ist ein australischer Wirbeltier-Paläontologe, der sich vornehmlich mit fossilen Säugetieren befasst.

## Leben
Godthelp begann als Labortechniker an der University of New South Wales und ist dort gegenwärtig als Leiter der Labors für Wirbeltierpaläontologie sowie als wissenschaftlicher Mitarbeiter des Australian Museum tätig. 1976 nahm er als Student an Michael Archers Ausgrabungen in Riversleigh teil, wo Tausende von Mikrofossilien australischer Fledermäuse aus der Zeit vor dem Pliozän entdeckt wurden. Godthelp war Co-Expeditionsleiter zu den Fossillagerstätten Murgon, Lightning Ridge und Riversleigh.
Er war neben Rosendo Pascual, Archer und Suzanne J. Hand Erstbeschreiber des ersten Schnabeltiers, das in Südamerika gefunden wurde. In Murgon fand er Überreste der ältesten tertiären Säugetierfauna Australiens aus dem frühen Eozän. Aus Tingamarra beschrieb er eines der ältesten fossilen Beuteltiere, namentlich Djarthia. Godthelp war als Co-Autor an den Werken Uncovering Australia’s dreamtime (1986), Riversleigh: Story of Animals in Ancient Rainforests of Inland Australia (1998) und Australia’s Lost World: Prehistoric Animals of Riversleigh (2001) von Archer und Hand beteiligt. 2012 schrieb er ebenfalls mit Archer und Hand das Kapitel The Rise of Australian Marsupials: A Synopsis of Biostratigraphic, Phylogenetic, Palaeoecologic and Palaeobiogeographic Understanding im Buch Earth and Life: Global Biodiversity, Extinction Intervals and Biogeographic Perturbations Through Time von John A. Talent.

## Erstbeschreibungen von Henk Godthelp
- Yalkaparidon Archer, Hand & Godthelp, 1988
- Pseudomys vandycki Godthelp, 1989
- Yingabalanara Archer, Every, Godthelp, Hand & Scally, 1990
- Monotrematum sudamericanum Pascual, Archer, Ortiz Jaureguizar, Prado, Godthelp & Hand, 1992
- Tingamarra Godthelp, Archer, Cifelli, Hand & Gilkeson, 1992
- Lechriodus casca Tyler & Godthelp, 1993
- Nimbadon Hand, Archer, Godthelp, Rich & Pledge, 1993
- Thylacotinga Archer, Godthelp & Hand, 1993
- Australonycteris Hand, Novacek, Godthelp & Archer, 1994
- Zyzomys rackhami Godthelp, 1997
- Icarops Hand, Murray, Megirian, Archer & Godthelp, 1998
- Djarthia Godthelp, Wroe & Archer, 1999
- Gawinga Roberts, Archer, Hand & Godthelp, 2007
- Numbigilga Beck, Archer, Godthelp, Mackness, Hand & Muirhead, 2008
- Malleodectes Arena, Archer, Godthelp, Hand & Hocknull, 2011
- Naraboryctes Archer, Beck, Gott, Hand, Godthelp & Black, 2011
- Candonocypris fimibolus Matzke-Karasz, Neil, Smith, Godthelp, Archer & Hand, 2013
- Heterocypris collaris Matzke-Karasz, Neil, Smith, Godthelp, Archer & Hand, 2013
- Newnhamia mckenziana Matzke-Karasz, Neil, Smith, Godthelp, Archer & Hand, 2013
- Leggadina gregoriensis Klinkhamer & Godthelp, 2015
- Leggadina macrodonta Klinkhamer & Godthelp, 2015
- Whollydooleya Archer, Christmas, Hand, Black, Creaser, Godthelp, Graham, Cohen, Arena, Anderson, Soares, Machin, Beck, Wilson, Myers, Gillespie, Khoo & Travouillon, 2016